# Pocadicnemis pumila
Pocadicnemis pumila là một loài nhện trong họ Linyphiidae. Chúng được John Blackwall miêu tả năm 1841.